# Gubernia permska
Gubernia permska (ros. Пермская губерния) – gubernia Imperium Rosyjskiego, RFSRR i ZSRR istniejąca w latach 1781–1923, położona po obu stronach Uralu. Jej stolicą był Perm.

## Historia
W 1737 z ujezdów guberni kazańskiej: czerdyńskiego, solikamskiego i kungurskiego została utworzona prowincja kungurska (permska) ze stolicą w Kungurze.
20 listopada?/1 grudnia 1780 Katarzyna II podpisała ukaz o utworzeniu namiestnictwa permskiego złożonego z dwóch obwodów: permskiego i jekaterynburskiego. Stolicą namiestnictwa został Perm, a pierwszym namiestnikiem – Jewgienij Кaszkin (Евгений Петрович Кашкин). Do jednostki administracyjnej przyłączono zachodnie rejony guberni syberyjskiej i niektóre tereny orenburskiej.
W latach 1780-1781 przeprowadzono budowę oficjalnych budynków, ustanowiono trakty: kazański (Jełabuga – Mienzielinsk) i syberyjski. Uroczyste „otwarcie” miasta i guberni nastąpiło 18 października?/29 października 1781 roku.
Pierwotnie w skład guberni permskiej wchodziło 16 ujezdów: w obwodzie permskim – permski, czerdyński, solikamski, ochański, kungurski, krasnoufimski i obwiński; w obwodzie jekaterynburskim – jekaterynburski, wierchoturski, kamyszłowski, irbicki, szadryński, czelabiński, dałmatowski, ałapajewski. W 1783 r. ujezd czelabiński włączono do guberni orenburskiej.
Gubernia graniczyła od północy z gubernią wołogodzką, od wschodu z gubernią tobolską, od południa z gubernią orenburską i ufijską, na zachodzie z gubernią wiacką.
W okresie rządów Aleksieja Wołkowa (Алексей Андреевич Волков, generał-gubernator tobolski i permski 1788–1796) w guberni utworzono szereg szkół: gimnazjum (главное народное училище) w Permie i szkoły podstawowe (малые народные училища) w Jekaterynburgu, Irbicie, Szadryńsku, Wierchoturiu, Kungurze, Solikamsku i Czerdyniu. Przy urzędzie gubernatora powstała także drukarnia, a podstawy opieki medycznej tworzył w guberni zatrudniony przez Wołkowa Fiodor Gral (Фёдор Христофо́рович Граль), początkowo lekarz powiatowy w Irbicie, następnie lekarz gubernialny.

## Mieszkańcy
Według spisu ludności Imperium Rosyjskiego (1897) gubernia permska miała 2 994 302 mieszkańców, w tym mężczyzn – 1 440 124 (48,1%), kobiet – 1 554 178 (51,9%). Pod względem liczby ludności gubernia zajmowała czwarte miejsce (po kijowskiej, podolskiej i wiackiej), ale gęstość zaludnienia była jedną z najniższych w europejskiej Rosji (10,4 osób na wiorstękwadratową); mniejsze zagęszczenie ludności było tylko w orenburskiej (9,7), astrachańskiej (4,8), wołogodzkiej (3,9), ołonieckiej (3,3) i archangielskiej (0,5). Ludność miejska liczyła 179 339 osób (6,0%). Największe miasta to:
- Perm – 45 205,
- Jekaterynburg – 43239,
- Irbit – 20 062

Wyniki spisu z 1897 według języka deklarowanego jako język ojczysty:
| ujezd           | Rosjanie | Komi-Permiacy | Baszkirzy | Tatarzy | Maryjczycy (Czeremisi) | Teptiarze i Miszarowie (Mieszczeriacy) | Udmurtowie (Wotiacy) | Komi-Zyrianie |
| --------------- | -------- | ------------- | --------- | ------- | ---------------------- | -------------------------------------- | -------------------- | ------------- |
| cała gubernia   | 90,3%    | 3,1%          | 2,9%      | 1,6%    | ...                    | ...                                    | ...                  | ...           |
| wierchoturski   | 96,8%    | ...           | ...       | ...     | ...                    | ...                                    | ...                  | ...           |
| jekaterynburski | 96,6%    | ...           | 2,1%      | ...     | ...                    | ...                                    | ...                  | ...           |
| irbicki         | 98,1%    | ...           | ...       | 1,0%    | ...                    | ...                                    | ...                  | ...           |
| kamyszłowski    | 99,7%    | ...           | ...       | ...     | ...                    | ...                                    | ...                  | ...           |
| krasnoufimski   | 77,9%    | ...           | 8,4%      | 5,7%    | 5,9%                   | 1,6%                                   | ...                  | ...           |
| kungurski       | 96,6%    | ...           | ...       | 2,0%    | ...                    | ...                                    | ...                  | ...           |
| osiński         | 82,7%    | ...           | 10,7%     | 4,3%    | ...                    | ...                                    | 1,8%                 | ...           |
| ochański        | 99,7%    | ...           | ...       | ...     | ...                    | ...                                    | ...                  | ...           |
| permski         | 94,9%    | ...           | 1,3%      | 2,6%    | ...                    | ...                                    | ...                  | ...           |
| solikamski      | 70,5%    | 28,4%         | ...       | ...     | ...                    | ...                                    | ...                  | ...           |
| czerdyński      | 73,1%    | 25,4%         | ...       | ...     | ...                    | ...                                    | ...                  | 1,1%          |
| szadryński      | 89,0%    | ...           | 4,9%      | ...     | ...                    | 5,6%                                   | ...                  | ...           |

### Polacy w guberni permskiej
Pierwsi Polacy w guberni permskiej byli zesłańcami po stłumieniu powstania listopadowego. Byli też tacy, którzy w Permie znaleźli się z własnej woli, jak Aleksander Turczewicz, architekt, twórca wielu budowli reprezentacyjnych Permu, pochodzący z Kijowa potomek polskiego rodu szlacheckiego. Według wspomnianego spisu język polski jako ojczysty w 1897 r. deklarowało 1 980 mieszkańców guberni permskiej.